# Adenophora wilsonii
Adenophora wilsonii är en klockväxtart som beskrevs av Johann Axel Nannfeld. Adenophora wilsonii ingår i släktet kragklockor, och familjen klockväxter. Inga underarter finns listade i Catalogue of Life.